# Papanasam
Papanasam är en ort i Indien.   Den ligger i distriktet Thanjavur och delstaten Tamil Nadu, i den södra delen av landet, 2 000 km söder om huvudstaden New Delhi. Papanasam ligger 37 meter över havet och antalet invånare är 16 837.
Terrängen runt Papanasam är mycket platt. Runt Papanasam är det tätbefolkat, med 331 invånare per kvadratkilometer. Närmaste större samhälle är Kumbakonam, 13,7 km öster om Papanasam. Trakten runt Papanasam består till största delen av jordbruksmark.